# White 2115
White 2115, właściwie Sebastian Czekaj (ur. 5 maja 1996 w Milanówku) – polski piosenkarz, raper i autor tekstów, założyciel zespołu 2115, założyciel California Records. Współpracował z takimi wykonawcami jak m.in. Bedoes 2115, Blacha 2115, Mata, Żabson, Beteo, Białas, Chivas, Szpaku czy Kinny Zimmer.

## Kariera muzyczna

### 2014–2017
Początkowe nagrania rapera były publikowane na jego kanale na YouTube pod pseudonimem White Nigga. Następnie zaczęły się one pojawiać na kanale 2115 Gang, lecz już pod aktualnym pseudonimem artysty. W 2017 roku raper wziął udział w akcji SB Starter, co przyczyniło się do wzrostu jego popularności, oraz dołączeniu do SBM Label.

### 2018
10 stycznia 2018 roku ukazał się pierwszy singiel z jego debiutanckiego albumu pod tytułem „Sen”. 14 lutego ukazał się drugi singiel pod tytułem „Noc”, w którym wykorzystano sample z utworu „Heart-Shaped Box” zespołu Nirvana. 16 maja wyszedł trzeci singiel o tytule „La Vida Loca”. 15 czerwca ukazał się 4 singiel, „California”. 9 sierpnia ukazał się kolejny singiel „Cry Baby”, a tydzień później kolejny o tytule „Jaki ojciec taki syn”.
23 sierpnia 2018 roku ukazał się singiel „Nowi kumple”, w którym gościnnie udzielili się Bedoes oraz Kuqe. 31 sierpnia 2018 miała premierę jego debiutancka płyta pt. Rockstar. Płyta zajęła 4. miejsce polskiej listy sprzedaży – OLiS. 7 września miała premierę fizyczna wersja albumu w sklepach muzycznych. We wrześniu 2020 roku Rockstar uzyskał status platynowej płyty.
Wziął także udział w akcji organizowanej przez Popkillera, Młode Wilki 6, podczas której nagrał utwór „Blabla”, do którego ukazał się klip.

### 2019
22 stycznia 2019 roku ukazał się jego klip do utworu „Sos Mula” z gościnnym udziałem Białasa. 30 maja na Youtube ukazał się utwór Kubiego Producenta pt. „Marlboro” z jego nowej płyty producenckiej, na którym White użyczył swojego głosu.
Latem 2019 roku raper wydał dwa single „Mogę Dziś Umierać” oraz „Traproom”. 10 października ukazał się singiel „+48”, na którym gościnnie udzielił się Jan-rapowanie. Zapowiadał on drugi album White’a pt. Młody Książę, który swoją premierę miał 25 października 2019 roku. 20 grudnia tego samego roku ukazał się singiel „Gubię kroki”, nie będący częścią żadnego albumu artysty.

### 2020
W 2020 roku wraz z innymi członkami SBM Label nagrał album Hotel Maffija. Raper wziął również udział w akcji #Hot16Challenge2.
10 czerwca 2020 roku na kanale SBM Label pojawił się singiel „Morgan” promujący trzecią płytę Sebastiana. Latem White wydał jeszcze single „Papieros”, „Krzyki na blokach”, „Porsche” oraz „Do Zachodu Słońca”, a 28 sierpnia 2020 ukazał się trzeci album rapera, Rockstar: Do zachodu słońca (pierwotnie: Do zachodu słońca). Cały nakład preorderowy (5000 sztuk) wyprzedał się w niecałe 24 godziny. 21 października 2020 wytwórnia SBM Label ogłosiła, że album Rockstar: Do zachodu słońca uzyskał status platynowej płyty.

### 2021
7 maja 2021 roku, w ramach współpracy z Białasem, powstał Diamentowy las, wydany w nakładzie zaledwie 10 000 sztuk. Raperzy w ramach współpracy z organizacją Lasy Państwowe zadecydowali, że część środków ze sprzedaży albumu zostanie przeznaczona na zrekultywowanie ponad 5 hektarów lasu w Mazowieckim Parku Krajobrazowym.
28 czerwca 2021 roku ukazał się kolejny wakacyjny singiel pt. „Booker (baw się)”. Nieco ponad miesiąc później, we współpracy z firmą Żywiec powstał utwór „Znowu wieje wiatr”, na którym, oprócz White’a, udzielili się Solar i Jan-rapowanie. 10 września ukazał się singiel „Broly”, a 15 grudnia kolejny singiel „Traplife”. W roku 2021 White był trzecim najpopularniejszym artystą w Polsce według Spotify.

### 2022
W styczniu 2022 roku członkowie SBM Label ponownie zgrupowali się i stworzyli projekt Hotel Maffija 2.
1 czerwca 2022 roku po solowej przerwie raper wydał singiel „18”, jednocześnie ogłaszając swoją czwartą legalną płytę. 16 czerwca ukazał się singiel „RiRi”, który został najpopularniejszą piosenką wakacji 2022, według Spotify. 21 czerwca ukazał się kolejny singiel „Pierwszy raz”, na którym głosu użyczył Kinny Zimmer. Czwarty album White’a pt. Pretty Boy swoją premierę miał 24 czerwca 2022 roku. Krążek już przedpremierowo uzyskał status platynowej płyty. Wraz z premierą albumu ukazał się długo wyczekiwany przez fanów artysty singiel „Afterparty”, którego fragmenty White pokazywał słuchaczom już w 2019 roku.

### 2023
W roku 2023, podczas gali Popkillery, został uhonorowany statuetką publiczności w kategorii raper roku 2022.

### 2024, 2025
W kwietniu 2024 poinformował o zakończeniu współpracy z SBM Label, podpisując umowę z wytwórnią Sony Music. 10 kwietnia 2024 roku po prawie dwuletniej przerwie raper wydał singiel "Spadająca gwiazda", a 2 dni później, 12 kwietnia wydał singiel "Offwhite". 10 maja ukazał się singiel "Najmłodszy Książę", który rozpoczął beef White'a z Białasem. 23 czerwca z okazji Dnia Ojca ukazał się singiel "Nawiedzony dom". 12 lipca 2024 ukazał się wspólny singiel White'a wraz z Matą "1 na 100". 9 sierpnia 2024 roku ukazał się singiel "Za tych co nie mogą". 11 października ukazał się wspólny singiel White'a wraz z Chivasem "Sto tysięcy razy". 9 listopada White na instagramie dał link do Pre-orderu jego nowego albumu ROCKST4R i oficjalnie zapowiedział album na 24 stycznia 2025 roku, który jako pierwszy będzie wydany w jego wytwórni California Records we współpracy z Sony Music.

## Dyskografia

### Albumy
| Rok                                                 | Album | Najwyższe pozycje na listach | Najwyższe pozycje na listach | Certyfikat                 | Sprzedaż        |
| Rok                                                 | Album | POL                          | POL Streaming                | Certyfikat                 | Sprzedaż        |
| --------------------------------------------------- | --- | ---------------------------- | ---------------------------- | -------------------------- | --------------- |
| 2018                                                | Rockstar - Data: 31 sierpnia 2018 - Wydawca: SB Mafijja Label - Format: CD, digital download                   | 4                            | 16                           | - ZPAV: 4× platynowa płyta | - POL: 120 000+ |
| 2019                                                | Młody książę - Data: 25 października 2019 - Wydawca: SBM Label - Format: CD, digital download                  | 2                            | 83                           | - ZPAV: 2x platynowa płyta | - POL: 60 000+  |
| 2020                                                | Rockstar: Do zachodu słońca - Data: 28 sierpnia 2020 - Wydawca: SBM Label - Format: CD, LP, digital download   | 1                            | 48                           | - ZPAV: 2× platynowa płyta | - POL: 60 000+  |
| 2021                                                | Diamentowy las (oraz Białas) - Data: 7 maja 2021 - Wydawca: SBM Label - Format: CD, digital download           | 1                            | X                            | - ZPAV: platynowa płyta    | - POL: 30 000+  |
| 2022                                                | Pretty Boy - Data: 24 czerwca 2022 - Wydawnictwo: SBM Label - Format: CD, digital download                     | 1                            | 10                           | - ZPAV: 4× platynowa płyta | - POL: 120 000+ |
| 2025                                                | Rockst4r - Data: 24 stycznia 2025 - Wydawnictwo: California Records, Sony Music - Format: CD, digital download | 1                            | 1                            | - ZPAV: złota płyta        | - POL: 15 000+  |
| „X” oznacza, że lista nie istniała w danym okresie. | |                              |                              |                            |                 |

### Single
Jako główny artysta
| Rok | Tytuł                                                                         | Najwyższa pozycja na liście | Certyfikat                  | Album                       |
| Rok | Tytuł                                                                         | POL Streaming               | Certyfikat                  | Album                       |
| --- | ----------------------------------------------------------------------------- | --------------------------- | --------------------------- | --------------------------- |
| 2018 | „Sen”                                                                         |                             | - ZPAV: złota płyta         | Rockstar                    |
| 2018 | „Noc”                                                                         |                             | - ZPAV:2× platynowa płyta   | Rockstar                    |
| 2018 | „La Vida Loca”                                                                |                             | - ZPAV: 2× platynowa płyta  | Rockstar                    |
| 2018 | „California”                                                                  | 33                          | - ZPAV: 2× diamentowa płyta | Rockstar                    |
| 2018 | „Cry Baby”                                                                    |                             | - ZPAV: złota płyta         | Rockstar                    |
| 2019 | „Mogę dziś umierać”                                                           |                             | - ZPAV: 4× platynowa płyta  | Młody książę                |
| 2019 | „Trzy butelki”                                                                |                             | - ZPAV: platynowa płyta     | Młody książę                |
| 2019 | „Pałac”                                                                       |                             | - ZPAV: platynowa płyta     | Młody książę                |
| 2019 | „Gubię kroki”                                                                 |                             | - ZPAV: platynowa płyta     | Maffija jest na zawsze      |
| 2020 | „Morgan”                                                                      |                             | - ZPAV: 3× platynowa płyta  | Rockstar: Do zachodu słońca |
| 2020 | „Papieros”                                                                    |                             | - ZPAV: platynowa płyta     | Rockstar: Do zachodu słońca |
| 2020 | „Porsche”                                                                     |                             | - ZPAV: platynowa płyta     | Rockstar: Do zachodu słońca |
| 2020 | „Do zachodu słońca”                                                           |                             | - ZPAV: platynowa płyta     | Rockstar: Do zachodu słońca |
| 2021 | „Booker (baw się)”                                                            |                             | - ZPAV: platynowa płyta     | Pretty Boy                  |
| 2021 | „Broly”                                                                       |                             | - ZPAV: platynowa płyta     | Pretty Boy                  |
| 2021 | „Traplife”                                                                    |                             | - ZPAV: złota płyta         | Pretty Boy                  |
| 2022 | „Więcej dymu” (oraz Bedoes, Flexxy, Kuqe; jako 2115)                          |                             | - ZPAV: platynowa płyta     | Rodzinny biznes             |
| 2022 | „Bedoesiara” (oraz Bedoes jako 2115)                                          | 77                          | - ZPAV: 3× platynowa płyta  | Rodzinny biznes             |
| 2022 | „18”                                                                          |                             | - ZPAV: 2× platynowa płyta  | Pretty Boy                  |
| 2022 | „RiRi”                                                                        | 23                          | - ZPAV: diamentowa płyta    | Pretty Boy                  |
| 2022 | „Pierwszy raz” (gośc. Kinny Zimmer)                                           |                             | - ZPAV: złota płyta         | Pretty Boy                  |
| 2022 | „Bruce” (oraz Flexxy, Kuqe jako 2115)                                         |                             | - ZPAV: platynowa płyta     | Rodzinny biznes             |
| 2022 | „Turysta” (oraz Blacha, Flexxy, Kuqe; jako 2115)                              | 41                          | - ZPAV: 4× platynowa płyta  | Rodzinny biznes             |
| 2022 | „Ketchup” (oraz Bedoes, Blacha, Kuqe; jako 2115)                              | 18                          | - ZPAV: 3× platynowa płyta  | Rodzinny biznes             |
| 2022 | „Na krańcu świata” (oraz Bedoes, Kuqe; jako 2115)                             | 26                          | - ZPAV: platynowa płyta     | Rodzinny biznes             |
| 2022 | „I’m a Star Now” (oraz Bedoes, Blacha, Flexxy, Kuqe; jako 2115; gośc. Pressa) | –                           | - ZPAV: złota płyta         | Rodzinny biznes             |
| 2022 | „GUGU x 2115” (oraz Bedoes, Kuqe; jako 2115; gośc. Szpaku, Chivas)            | 49                          | - ZPAV: złota płyta         | Rodzinny biznes             |
| 2024 | „Spadająca gwiazda”                                                           | 14                          | - ZPAV: złota płyta         | Rockst4r                    |
| 2024 | „Offwhite”                                                                    | 18                          | - ZPAV: złota płyta         | Rockst4r                    |
| 2024 | „Najmłodszy książę”                                                           | 22                          |                             | Singel niealbumowy          |
| 2024 | „Nawiedzony dom”                                                              | 56                          |                             | Rockst4r                    |
| 2024 | „1 na 100” (oraz Mata)                                                        | 1                           | - ZPAV: platynowa płyta     | Rockst4r                    |
| 2024 | „Za tych co nie mogą”                                                         | 12                          |                             | Rockst4r                    |
| 2024 | „Sto tysięcy razy” (oraz Chivas)                                              | 7                           |                             | Rockst4r                    |
| 2024 | „Choć nie widać na zewnątrz” (oraz Bedoes)                                    | 15                          |                             | Rockst4r                    |
| „–” oznacza, że singel nie był notowany na danej liście. „X” oznacza, że lista nie istniała w danym okresie. |                                                                               |                             |                             |                             |

Jako członek SB Maffija
| Rok  | Tytuł                                                                            | Certyfikat                 | Album                           |
| ---- | -------------------------------------------------------------------------------- | -------------------------- | ------------------------------- |
| 2020 | „Hotel Maffija” (jako członek SB Maffija)                                        | - ZPAV: 2× platynowa płyta | Hotel Maffija                   |
| 2020 | „A nie pamiętasz jak?” (jako członek SB Maffija)                                 | - ZPAV: 4× platynowa płyta | Hotel Maffija                   |
| 2020 | „Biorę się w garść” (jako członek SB Maffija)                                    | - ZPAV: złota płyta        | Hotel Maffija                   |
| 2022 | „Parapetówa” (jako członek SB Maffija)                                           | - ZPAV: 2× platynowa płyta | Hotel Maffija 2                 |
| 2022 | „Agrest i bez” (jako członek SB Maffija; gośc. Kuqe 2115, Flexxy 2115, Blacha)   | - ZPAV: 2× platynowa płyta | Hotel Maffija 2                 |
| 2022 | „Doba hotelowa” (jako członek SB Maffija; gośc. Flexxy 2115, Kuqe 2115, Blacha)  | - ZPAV: platynowa płyta    | Hotel Maffija 2                 |
| 2022 | „Prometazyna” (jako członek SB Maffija)                                          | - ZPAV: platynowa płyta    | Hotel Maffija 2                 |
| 2022 | „Lawenda” (jako członek SB Maffija)                                              | - ZPAV: diamentowa płyta   | Hotel Maffija 2                 |
| 2022 | „Łyk i buch” (jako członek SB Maffija; gośc. Gombao 33)                          | - ZPAV: 2× platynowa płyta | Hotel Maffija 2                 |
| 2022 | „Postanowienia noworoczne” (jako członek SB Maffija; gośc. Kacperczyk)           | - ZPAV: złota płyta        | Hotel Maffija 2                 |
| 2022 | „Proste fakty” (jako członek SB Maffija; gośc. Kuqe 2115, Flexxy 2115, Blacha)   | - ZPAV: 3× platynowa płyta | Hotel Maffija 2 (edycja deluxe) |
| 2023 | „3 w nocy w Międzyzdrojach” (jako członek SB Maffija; gośc. WoLa, slowez, Mario) | - ZPAV: platynowa płyta    | Hotel Maffija 3                 |
| 2023 | „Obcy” (jako członek SB Maffija)                                                 | - ZPAV: złota płyta        | Hotel Maffija 3                 |
| 2023 | „Czarna perła” (jako członek SB Maffija; gośc. Szpaku, 27.Fuckdemons, Chivas)    | - ZPAV: 2× platynowa płyta | Hotel Maffija 3                 |
| 2023 | „Klasyczny trap” (jako członek SB Maffija)                                       | - ZPAV: złota płyta        | Hotel Maffija 3                 |

Jako artysta gościnny
| Rok | Tytuł                                                                         | Najwyższa pozycja na liście | Certyfikat                 | Album                    |
| Rok | Tytuł                                                                         | POL Streaming               | Certyfikat                 | Album                    |
| --- | ----------------------------------------------------------------------------- | --------------------------- | -------------------------- | ------------------------ |
| 2018 | „Popstar/Rockstar” (Beteo; gośc. White 2115)                                  | X                           | - ZPAV: złota płyta        | Nowy pop                 |
| 2019 | „Marlboro” (Kubi Producent; gośc. White 2115)                                 | X                           | - ZPAV: złota płyta        | +18                      |
| 2020 | „Mam na twarzy krew i tym razem nie jest sztuczna” (Chivas; gośc. White 2115) | X                           | - ZPAV: 3× platynowa płyta | Nauczyłem się przeklinać |
| 2021 | „Mr. Deeds” (Moli; gośc. White 2115)                                          | X                           |                            | Jak spadały gwiazdy      |
| 2021 | „Hellcat Redeye” (Chivas; gośc. Szpaku, White 2115)                           | X                           | - ZPAV: złota płyta        | Nauczyłem się przeklinać |
| 2021 | „Fresh” (Deemz; gośc. White 2115, Donguralesko)                               | X                           | - ZPAV: złota płyta        | Souce                    |
| 2021 | „La la la (oh oh)” (Mata; gośc. White 2115)                                   | X                           | - ZPAV: 3× platynowa płyta | Młody Matczak            |
| 2021 | „Hestia” (Adi Nowak; gośc. White 2115)                                        | X                           |                            | Ognisko niedomowe        |
| 2023 | „Botoks” (Białas; gośc. White 2115)                                           | 20                          |                            | Newcomer                 |
| 2023 | „Nóż motylkowy” (Chivas; gośc. White 2115)                                    | 7                           | - ZPAV: platynowa płyta    | Deathcore                |
| 2024 | „Dzwoni telefonik” (Dobry Dzieciak; gośc. White 2115)                         | –                           |                            | Diament                  |
| 2024 | „London Eye” (Slowez; gośc. White 2115, Polak GBP)                            | –                           |                            |                          |
| „–” oznacza, że singel nie był notowany na danej liście. „X” oznacza, że lista nie istniała w danym okresie. |                                                                               |                             |                            |                          |

### Inne certyfikowane utwory
| Rok  | Tytuł                                                                | Certyfikat                 | Album                       |
| ---- | -------------------------------------------------------------------- | -------------------------- | --------------------------- |
| 2017 | „Czarownica” (Drużyna 2115; gośc. Bedoes, White 2115, Kuque 2115)    | - ZPAV: złota płyta        | Piosenki o miłości          |
| 2018 | „Nowi kumple” (gośc. Bedoes, Kuqe)                                   | - ZPAV: 2× platynowa płyta | Rockstar                    |
| 2018 | „Rockstar”                                                           | - ZPAV: platynowa płyta    | Rockstar                    |
| 2019 | „Byliśmy tu”                                                         | - ZPAV: złota płyta        | Młody książę                |
| 2019 | „D.Evil”                                                             | - ZPAV: złota płyta        | Młody książę                |
| 2019 | „Wschód (lubię zapierdalać)” (Bedoes, Lanek; gośc. White 2115, Kosa) | - ZPAV: 2× platynowa płyta | Opowieści z Doliny Smoków   |
| 2020 | „Co ty na to?” (jako członek SB Maffija)                             | - ZPAV: złota płyta        | Maffija jest na zawsze      |
| 2020 | „Sweet Home” (Bedoes; gośc. White 2115)                              | - ZPAV: złota płyta        | H8                          |
| 2020 | „Zimna noc i szybkie auta” (jako członek SB Maffija)                 | - ZPAV: platynowa płyta    | Hotel Maffija               |
| 2020 | „Jesteśmy tu”                                                        | - ZPAV: platynowa płyta    | Rockstar: Do zachodu słońca |
| 2020 | „Johnny Knoxville” (gośc. Felivers)                                  | - ZPAV: złota płyta        | Rockstar: Do zachodu słońca |
| 2020 | „Oh oh (lalala)” (gośc. Mata)                                        | - ZPAV: 2×platynowa płyta  | Rockstar: Do zachodu słońca |
| 2021 | „Lombard dusz” (oraz Białas)                                         | - ZPAV: złota płyta        | Diamentowy las              |
| 2021 | „Święto ogródka” (oraz Białas)                                       | - ZPAV: 2× platynowa płyta | Diamentowy las              |
| 2022 | „Easy Rider”                                                         | - ZPAV: platynowa płyta    | Pretty Boy                  |
| 2022 | „Sąsiedzi”                                                           | - ZPAV: złota płyta        | Pretty Boy                  |
| 2022 | „Afterparty”                                                         | - ZPAV: platynowa płyta    | Pretty Boy                  |
| 2022 | „Saint Tropez”                                                       | - ZPAV: złota płyta        | „Pretty Girl” (singel)      |
| 2022 | „Diamenty” (oraz Bedoes; jako 2115; gośc. Doda)                      | - ZPAV: złota płyta        | Rodzinny biznes             |
| 2022 | „Dresscode” (oraz Bedoes; jako 2115, gośc. Taco Hemingway)           | - ZPAV: 3× platynowa płyta | Rodzinny biznes             |